# Luftkrieg während der Operation Overlord
Luftkrieg · Seekrieg
Neptune · Caen · Carentan · Cherbourg · Saint-Lô · Cobra · Bretagne · Lüttich · Falaise · Paris

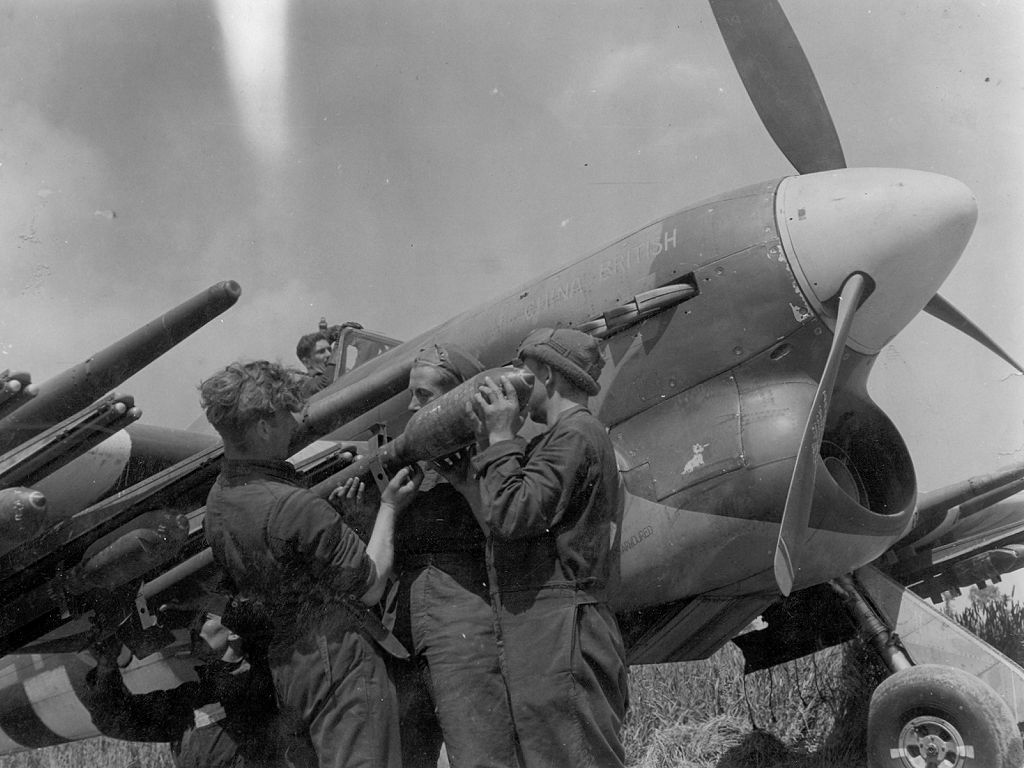
Eine Hawker Typhoon wird mit Luft-Bodenraketen bewaffnet, Mai 1944

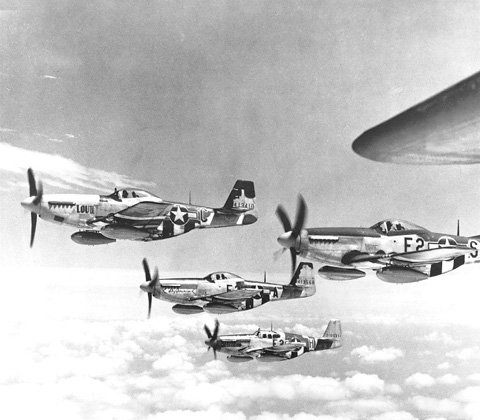
North American P-51 Mustangs mit schwarz-weißen „Invasionsstreifen“ zur besseren Unterscheidung von Flugzeugen der Luftwaffe

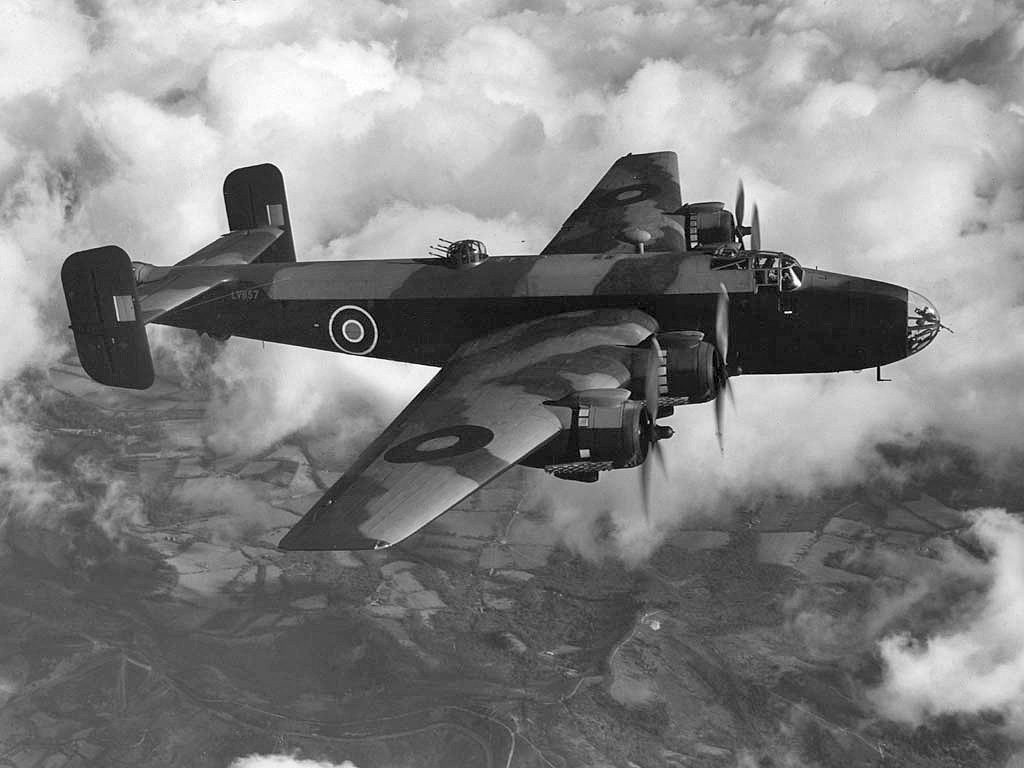
Eine Handley Page Halifax Mark III, ein schwerer Bomber der RAF, der auch als Schleppflugzeug für Lastensegler eingesetzt wurde

Der Luftkrieg während der Operation Overlord gehört neben der Luftschlacht um England, den Trägerschlachten im Pazifik und dem strategischen Luftkrieg gegen das Deutsche Reich zu den bedeutendsten Luftschlachten des Zweiten Weltkrieges. Sie fand zwischen April und August 1944 im Verlauf der alliierten Landung in Nordfrankreich (→ Operation Overlord) statt.
Die alliierte Landung in der Normandie wurde auch durch die Luftüberlegenheit der alliierten Streitkräfte ermöglicht. Vor dem 6. Juni 1944, dem sogenannten D-Day, bereiteten die alliierten Luftstreitkräfte die Invasion vor. Sie bombardierten deutsche Versorgungslinien, Artilleriebatterien und unterstützten die französische Résistance aus der Luft mit Munition und Ausrüstung.
Während des D-Days sicherten alliierte Jäger den Luftraum über dem Landungsbereich, und Bomberstaffeln griffen deutsche Stellungen im Hinterland an. Zum Schutz der Armada und der Nachschubschiffe suchten zugleich alliierte Flugzeuge die See nach deutschen U-Booten ab. Da die Deutschen an eine Landung an der Straße von Calais geglaubt hatten und teilweise im Juni 1944 immer noch glaubten (→ Deutsche Situation in der Normandie im Jahr 1944), konnten sie den Alliierten am D-Day nur wenige Jagdflugzeuge entgegensetzen. Ein Großteil der Verbände war kurz zuvor weiter ins Landesinnere verlegt worden.
Nach dem D-Day unterstützten die Alliierten ihre Offensiven auf dem Boden mit konzentrierten Bombardements. Alliierte Jagdbomber suchten die Normandie nach deutschen Truppenverbänden ab und beschossen sie, um einen Einsatz gegen die Landstreitkräfte zu verhindern. Die deutsche Luftwaffe konnte den alliierten Luftstreitkräften und dem Vormarsch am Boden kaum Kräfte entgegensetzen. Die deutsche Wehrmacht erhoffte sich durch „Wunderwaffen“, wie beispielsweise „Blitzbombern“ und Düsenjägern (die jedoch nicht zum Einsatz kamen), vor allem aber durch den Einsatz von kampferprobten Panzerdivisionen, die Invasion abzuwehren. Außerdem griff die deutsche Wehrmacht britische Städte mit den „Vergeltungswaffen“ V1 und V2 an.
Die alliierten Luftstreitkräfte konnten alle an sie gestellten Aufgaben erfüllen, wenn auch, wie im Falle der Schlacht um Caen, mit Verzögerung aufgrund schlechten Wetters. Das Ausmaß der eingesetzten Kräfte war bislang unerreicht, der Verlust von fast 17.000 alliierten Besatzungen innerhalb von weniger als drei Monaten war das höchste personelle und materielle Opfer in der Geschichte des Luftkrieges. Die deutsche Luftwaffe war nicht in der Lage, der alliierten Übermacht entscheidend zu begegnen. Der Versuch, den alliierten Vormarsch durch einen massiven Gegenschlag während ungünstigen Flugwetters im Winter 1944 zu stoppen, scheiterte ebenfalls (Ardennenoffensive, Operation Bodenplatte).

## Hintergrund, Planung und Situation der Kriegsgegner

### Alliierte Vorbereitung der Operation Overlord und Aufgabenstellung für die Luftstreitkräfte

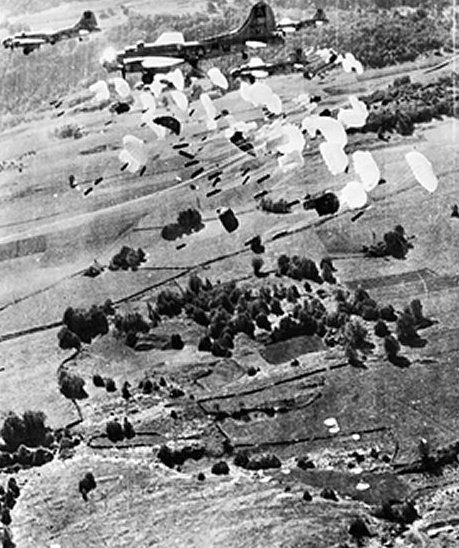
B-17 Bomber der USAAF werfen Versorgungsmaterial für die Résistance im besetzten Frankreich ab, 1944

Am 11. Januar 1944 begannen die alliierten Luftangriffe im direkten Zusammenhang mit der Vorbereitung auf Operation Overlord. Die Einsätze hatten bis zum Beginn der Invasion folgende Ziele, die parallel zueinander verfolgt wurden:
1. Versorgung der Widerstandsgruppen im besetzten Frankreich (Résistance) mit Waffen und Gerätschaften, die zur Durchführung von Sabotageaktionen dienten.
2. Angriff auf die kurz vor der Fertigstellung befindlichen deutschen Raketenabschussbasen an der Kanalküste (Operation Crossbow).
3. Angriffe gegen deutsche Transporteinrichtungen im zukünftigen Landungsgebiet, hauptsächlich gegen Einrichtungen der von den Deutschen beherrschten französischen Eisenbahn (Transportation Plan).
4. Angriffe gegen Einrichtungen der deutschen Luftwaffe, insbesondere gegen Einsatzbasen der Reichsverteidigung und deren Endmontagewerke.

Bereits vier Monate vor der Durchführung der Operation Overlord wurde von den Alliierten eine Serie von Luftangriffen gegen Ziele an der Kanalküste, der holländischen Küste und Ziele im Reichsgebiet durchgeführt, mitunter um die Verteidigungsbereitschaft der deutschen Luftwaffe zu testen. Bei diesen Operationen, die bei den alliierten Besatzungen als Big Week bekannt wurden, stellte sich heraus, dass die alliierten Luftstreitkräfte an jedem Ort und zu jeder Zeit die Luftherrschaft erringen konnten.
Darüber hinaus wurden im April 1944 Erdöllager im Fördergebiet um die rumänische Stadt Ploesti und ab Mai 1944 eine Luftoffensive auf die deutsche Treibstoffindustrie im Reichsgebiet durchgeführt, was zu einem Mangel an Flugbenzin führte und die Bewegungsfreiheit der Luftwaffe weiter einschränkte.

### Beteiligte alliierte Luftstreitkräfte

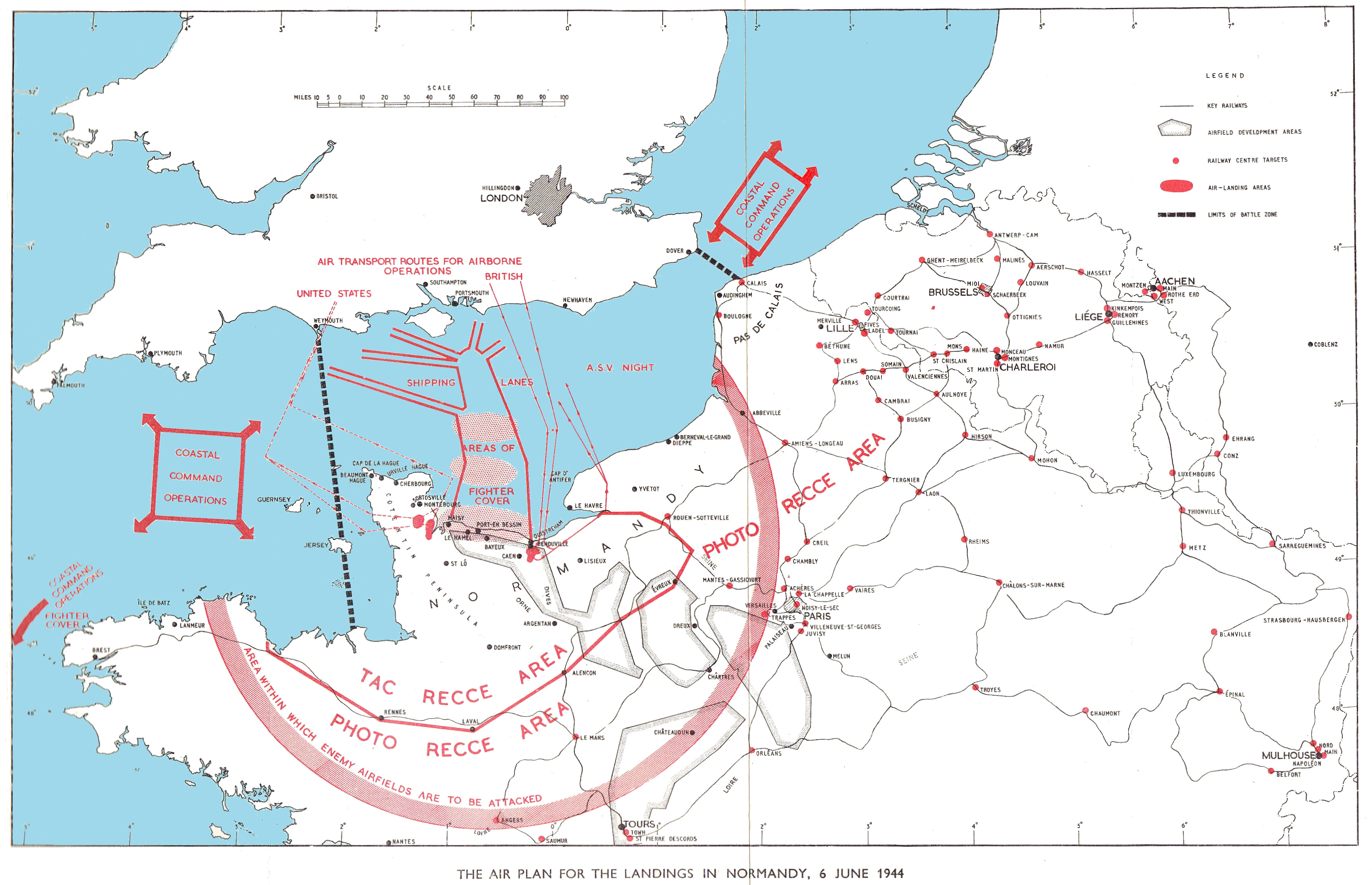
Luftplan für den D-Day

Oberbefehlshaber der Alliierten Expeditions-Luftflotten (Allied Expeditionary Air Force, AEAF) und damit der größten und vielseitigsten Luftarmada aller Zeiten war Air Chief Marshal Trafford Leigh-Mallory. Unter seinem Befehl befanden sich Luftlandeflotten, Taktische Luftflotten, Strategische Luftflotten, das Küstenkommando der Royal Air Force sowie die „Air Defence of Great Britain“.

#### Luftlandeflotten
- No. 38 Group AEAF und No. 46 RAF Transport Command mit zusammen 478 Transportflugzeugen und 1.120 Lastenseglern für Luftlandeoperationen.
- 9th Troop Carrier Command der 9th Air Force mit insgesamt 813 Transportflugzeugen und 511 Lastenseglern.[1]

#### Taktische Luftflotten

##### Entwicklungsgeschichte
Während des Westfeldzugs 1940 waren die Methoden der alliierten Luftstreitkräfte, insbesondere der Royal Air Force, gegen die schnell vorrückenden Verbände des deutschen Landheeres noch unbefriedigend. Die für die Luftnahunterstützung vorgesehenen Verbände, die mit veralteten Flugzeugen des Musters Fairey Battle ausgerüstet waren, konnten kaum taktische Erfolge erzielen und waren fast vollständig aufgerieben worden.
Während des Afrikafeldzuges, der für Großbritannien eine Fortsetzung des Landkrieges gegen das Deutsche Reich darstellte, wurde dieses Defizit sowohl bei der RAF als auch bei den amerikanischen Luftstreitkräften aufgeholt. Die erste taktische Luftflotte der Royal Air Force war die Desert Air Force (DAF). Diese aus verschiedenen Jäger- und Bomberkommandos zusammengestellte Einheit entwickelte wichtige, für spätere taktische Luftflotten wegweisende Methoden wie zum Beispiel den Einsatz von Forward Air Controllern (zu deutsch sinngemäß: Vorgeschobene Angriffseinweiser).
Auf amerikanischer Seite wurde die 9th Air Force am 12. November 1942 aus der US-Army Middle East Air Force (USAMEAF) in Nordafrika gebildet. Vorhandene Flugzeugmuster wurden für den Einsatz gegen Bodentruppen in einer taktischen Situation umgerüstet, Angriffsmuster wurden erprobt, die Voraussetzungen für die Entstehung von spezialisierten taktischen Luftflotten wurden geschaffen.

##### Die 2nd Tactical Air Force der Briten und die 9th Air Force der Amerikaner

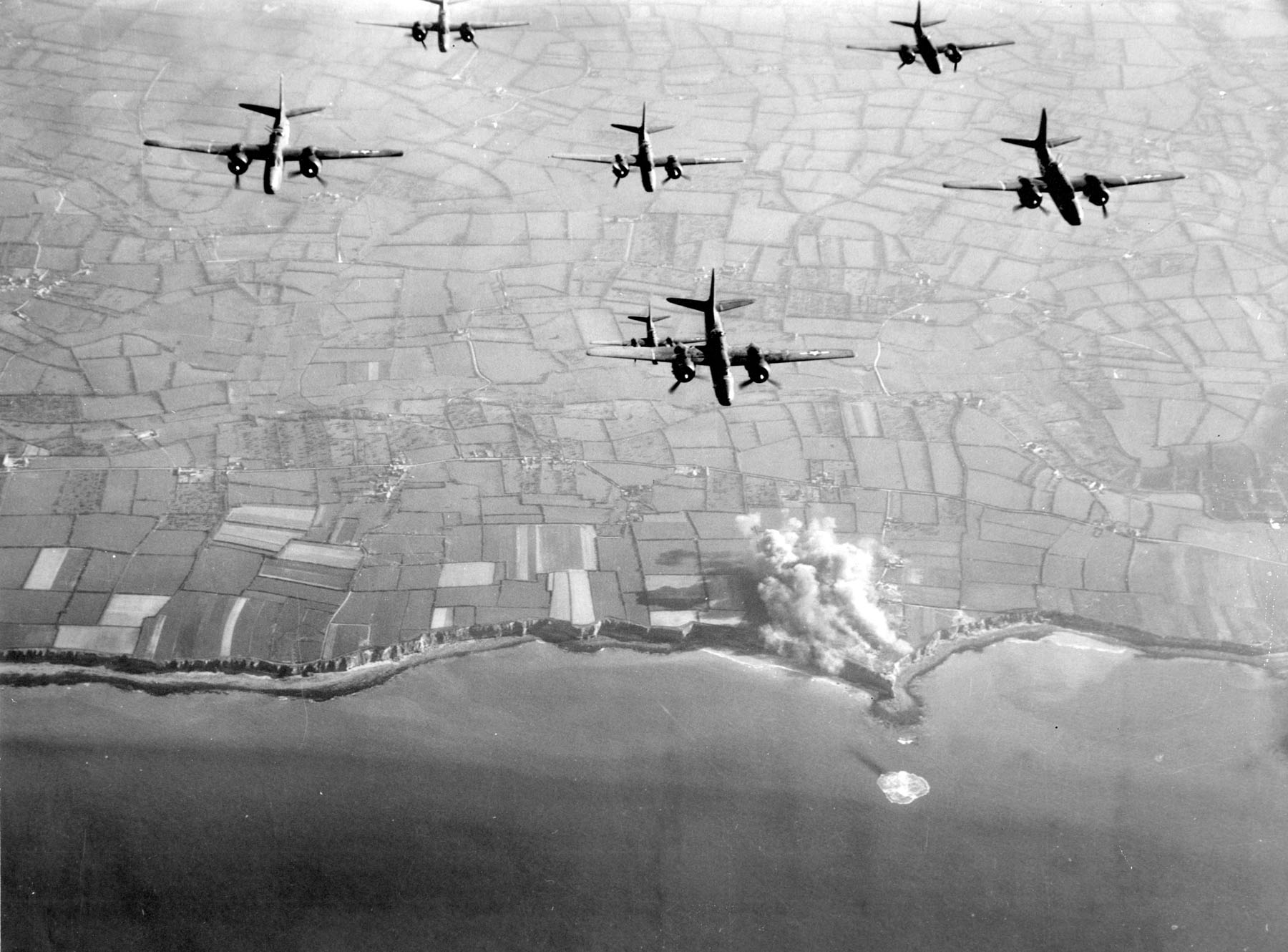
Mittlere Bomber der 9th Air Force bombardieren die Pointe du Hoc vor der Invasion

Als das Afrikakorps 1943 geschlagen war, wurden die taktischen Einheiten nach England verlegt und in zwei große Luftflotten zusammengefasst, die britische Second Tactical Air Force (2nd TAF) und die amerikanische 9th Air Force.
Beide Luftflotten wurden auf die Umstände einer geplanten Invasion hin ausgerichtet und begleiteten die alliierten Bodentruppen von der Landung in der Normandie an bis zum Kriegsende. Die Ausrüstung wurde im weiteren Verlauf durch neue Flugzeugmuster und spezielle Munition komplettiert, wie zum Beispiel die Hawker Typhoon, ausgerüstet mit ungelenkten Luft-Bodenraketen zur Panzerbekämpfung.
Die 2nd Tactical Air Force und die 9th Air Force verfügten am 6. Juni 1944 zusammen über ca. 2.600 Flugzeuge, darunter Jagdflugzeuge, Jagdbomber, leichte und mittlere Bomber, Aufklärer und Artilleriebeobachter.

#### Strategische Luftflotten
- Royal Air Force Bomber Command (Strategisches Bomberkommando der Royal Air Force, Oberbefehlshaber Arthur Harris) bestand am 6. Juni 1944 aus 82 Staffeln mit insgesamt 1.681 Flugzeugen.
- 8th Air Force, seit 22. Februar 1944 unter dem Befehl der United States Strategic Air Forces in Europe (USSTAF) und deren Oberbefehlshaber General Carl Spaatz. Die Luftstreitmacht, die zu Deutsch als 8. US-Luftflotte und im amerikanischen Militärjargon als „Mighty Eighth“ (Mächtige Achte) bezeichnet wurde, war die größte aller beteiligten Luftflotten. Sie bestand aus über 2.800 Flugzeugen und verfügte auch über große Begleitjägerverbände.

#### Royal Air Force Coastal Command (Küstenkommando)

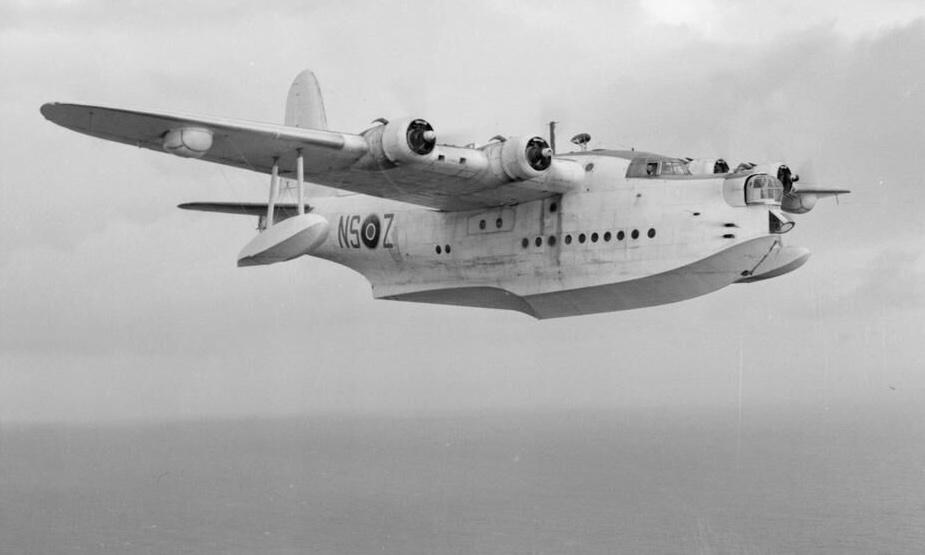
Short Sunderland Mk.V, im Einsatz als U-Boot-Jäger des Coastal Command

16th und 19th Group mit insgesamt 63 Staffeln, die am 6. Juni zusammen 678 einsatzbereite Flugzeuge umfassten, davon 549 aus Einheiten der Royal Air Force. Hauptaufgabe war die Durchführung der Operation Cork. Daneben wurden die alliierten Seestreitkräfte bei der Abwehr von Schnellbooten und anderen leichten Überwasserschiffen unterstützt und Nachschublinien an der Küste angegriffen.

#### Air Defence of Great Britain (ADGB)
Zur Verteidigung der britischen Inseln waren die 10th, die 11th, die 12th und die 13th Group mit insgesamt 45 Staffeln vorgesehen. Diese Einheiten wurden teilweise auch kurzfristig der 2nd Tactical Air Force unterstellt und nahmen an vielfältigen Operationen teil, die weit über die Verteidigung des britischen Luftraumes hinausgingen.

### Verteidigungsplan der deutschen Luftwaffe

#### Die Rolle der Luftwaffe
Nach dem Kriegswinter 1943/44 kam es zu einer Vertrauenskrise zwischen dem Oberbefehlshaber der Luftwaffe Hermann Göring und Hitler. Göring, seit dem misslungenen Putsch 1923 engster Vertrauter Hitlers, hatte während des Krieges mehrfach leere Versprechungen gemacht. So wollte er 1940 das Britische Expeditionskorps in Dünkirchen durch die Luftwaffe vernichten, es gelang aber eine erfolgreiche Evakuierung von fast 340.000 alliierten Soldaten. Im August 1940 wollte er die Royal Air Force innerhalb von vier Tagen niederwerfen, scheiterte aber in der Luftschlacht um England auch damit. Die von ihm zugesagte Versorgung der eingeschlossenen 6. Armee in Stalingrad über den Winter 1942–43 aus der Luft versagte. Göring hatte sogar behauptet, das Reichsgebiet vor alliierten Luftangriffen vollständig schützen zu können.
Die Hoffnung auf starke Landstreitkräfte und die kapitalen Fehleinschätzungen Görings führten dazu, dass Hitler die Verteidigung der möglichen Invasionsstrände nicht der Luftwaffe übertrug. Er wählte dafür mit Generalfeldmarschall Erwin Rommel den Befehlshaber mit großen Erfahrungen im Bodenkampf gegen alliierte Truppen.
Den Einsatz der Luftwaffe, insbesondere den Einsatz von „Blitzbombern“ zur Bekämpfung gelandeter alliierter Truppen, gedachte Hitler selbst zu lenken. Die tatsächliche Aktivität der Luftwaffe beschränkte sich im Rahmen des Unternehmens Steinbock auf einzelne Nachtangriffe, wie am 29. April 1944 gegen Portsmouth mit 100 Bombern. Zusammen mit dem V-Waffeneinsatz bildete dies die sogenannte Fernkampfoffensive.
Abgeworfene Bombenlasten über England:
- 1943: 2.298 Tonnen
- 1944: 9.151 Tonnen (inklusive V-Waffen)

Die defensiven Vorkehrungen beschränkten sich auf die Verlegung von einigen Luftabwehrbatterien aus dem Reichsgebiet an die Atlantikküste. Mit der Verlegung von fliegenden Verbänden wollte man im Oberkommando der Wehrmacht „bis zum letzten Augenblick [warten].“
Die vom Oberkommando der Wehrmacht erwogenen Szenarien konzentrierten sich auf Feldschlachten gegen Luftlandetruppen und Heeresverbände der alliierten Invasionsarmee. Aspekte des Luftkrieges in diesem Zusammenhang wurden vernachlässigt. Generalfeldmarschall Erwin Rommel, der die Verteidigungsanlagen der zukünftigen Westfront inspizierte, stellte fest, dass eine Invasionsarmee von den Verteidigern noch vor der Brückenkopfbildung zurückgeschlagen werden müsse. Rommel selbst konzentrierte sich dabei auf die Bereitstellung von gepanzerten Verbänden und den Ausbau von Verteidigungsanlagen. Wie der Luftüberlegenheit des Gegners zu begegnen sei, blieb offen.
Ab April wurden die militärischen Voraussetzungen für eine Invasion auf alliierter Seite vom Oberkommando der Wehrmacht als gegeben betrachtet. Jede Verzögerung des Angriffs wurde als Vorteil für die Verteidiger gewertet, da diese die Zeit für die Aufstellung weiterer Heeresverbände und zum Ausbau von Verteidigungsanlagen nutzen könnten. Dass der Grund der Verzögerung möglicherweise mit der Flugwetterlage zu tun hatte, wurde zwar erkannt, es wurden aber keine Anstalten zur Sicherstellung der Luftüberlegenheit über den möglichen Kampfgebieten getroffen.

#### Verfügbare Einheiten zum Zeitpunkt der alliierten Invasion
Am 6. Juni 1944 waren für die Verteidigung der Kanalküste bei Tage außer den 39 veralteten Junkers Ju 88 des Zerstörergeschwaders 1 (ZG 1) lediglich die beiden dauerhaft dort stationierten Jagdgeschwader 2 (JG 2 „Richthofen“) und Jagdgeschwader 26 (JG 26 „Schlageter“) vorgesehen. Die Anzahl der einsatzbereiten Maschinen der beiden Geschwader betrug 119, was einer Einsatzbereitschaft von weniger als 50 % entspricht.
Außerdem befanden sich insgesamt 154 Horizontalbomber aus verschiedenen Kampfgeschwadern und 36 Jagdbomber des Schlachtgeschwaders 4 (SG 4) in Reichweite des Kampfgebietes.

## Alliierte Operationen vor dem D-Day

### Aufklärungsflüge
Um die Landung an den Stränden, das Bombardement und auch den Schiffsbeschuss besser koordinieren zu können, flogen die Alliierten regelmäßig Aufklärungsflüge über der Normandie. Damit die Aufklärungsflüge der Alliierten den Invasionsbereich nicht verrieten, flogen selbige allerdings drei Einsätze über dem Pas-de-Calais, während sie einen über der Normandie flogen.

### Transportation Plan

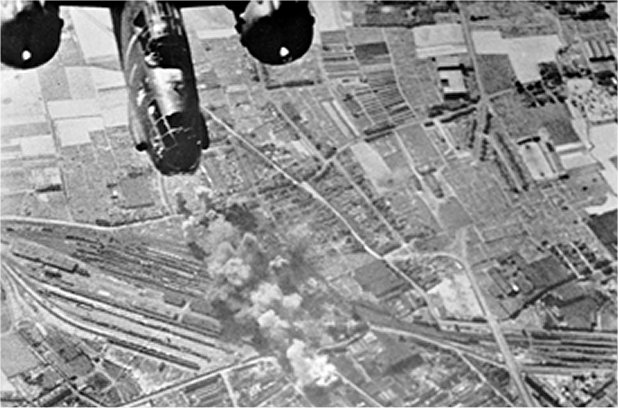
Boston-Bomber der 2nd Tactical Air Force über den Eisenbahnanlagen von Tourcoing, Mai 1944

Der „Transportation Plan“ war ein strategischer Plan von Professor Solly Zuckerman, einem Berater des Air Ministry während des Zweiten Weltkrieges.
Der Gedanke war, dass die Zerstörung aller Transporteinrichtungen im Besetzten Frankreich die deutsche Wehrmacht am ehesten daran hindern würde, die Invasion zurückzuwerfen. Das bedeutete die Zerstörung der französischen Eisenbahnknotenpunkte, der Verschubbahnhöfe und der Wartungsbetriebe. Es gab Kritik gegen diesen Plan unter anderem von Arthur Harris und Carl Spaatz, den Kommandeuren der Bombereinheiten. Ein damit konkurrierender Plan war der Oil Plan.
Der Plan wurde dennoch genehmigt, im April 1944 erteilte Charles Portal den direkten Befehl, die Einrichtungen der Eisenbahn in Trappes, Aulnoye, Le Mans, Amiens, Longueau, Courtrai und Laon anzugreifen. Anfang Juni waren aufgrund der Luftangriffe im Verlauf des Transportation Planes 1.500 der 2.000 Dampflokomotiven in Frankreich aktionsunfähig.
Eisenhower schrieb an Marshall und Roosevelt:
„I consider the Transport Plan as indispensable to the preparations to Overlord. There is no other way this tremendous Air Force can help us, during the preparatory period, to get ashore and stay there.“
(Deutsch: „Ich erachte den Transport-Plan als unverzichtbar für die Vorbereitungen zu Overlord. Es gibt keinen anderen Weg für diese fabelhafte Luftstreitmacht, uns in der Vorbereitungsphase zu helfen, an die Küsten zu gelangen, und uns dort zu halten“).

### Operation Cork
Das Ziel der Operation Cork war, den Durchbruch von deutschen U-Booten vom Golf von Biscaya oder vom Atlantik zu den Landungsgebieten und der Kanalküste zu verhindern. Dazu wurde das Seegebiet zwischen Südirland, Cornwall und der Halbinsel von Brest bei Tag und bei Nacht von U-Boot-Jägern patrouilliert. Dabei wurden innerhalb von zwei Wochen nach Beginn der Invasion 20 U-Boote versenkt und mehrere weitere beschädigt. Sechs von sieben Zerstörern der deutschen Kriegsmarine, die in Brest oder Le Havre lagen, wurden ausgeschaltet und zahlreiche Schnellboote versenkt.

## Der D-Day (6. Juni)

### Luftlandungen

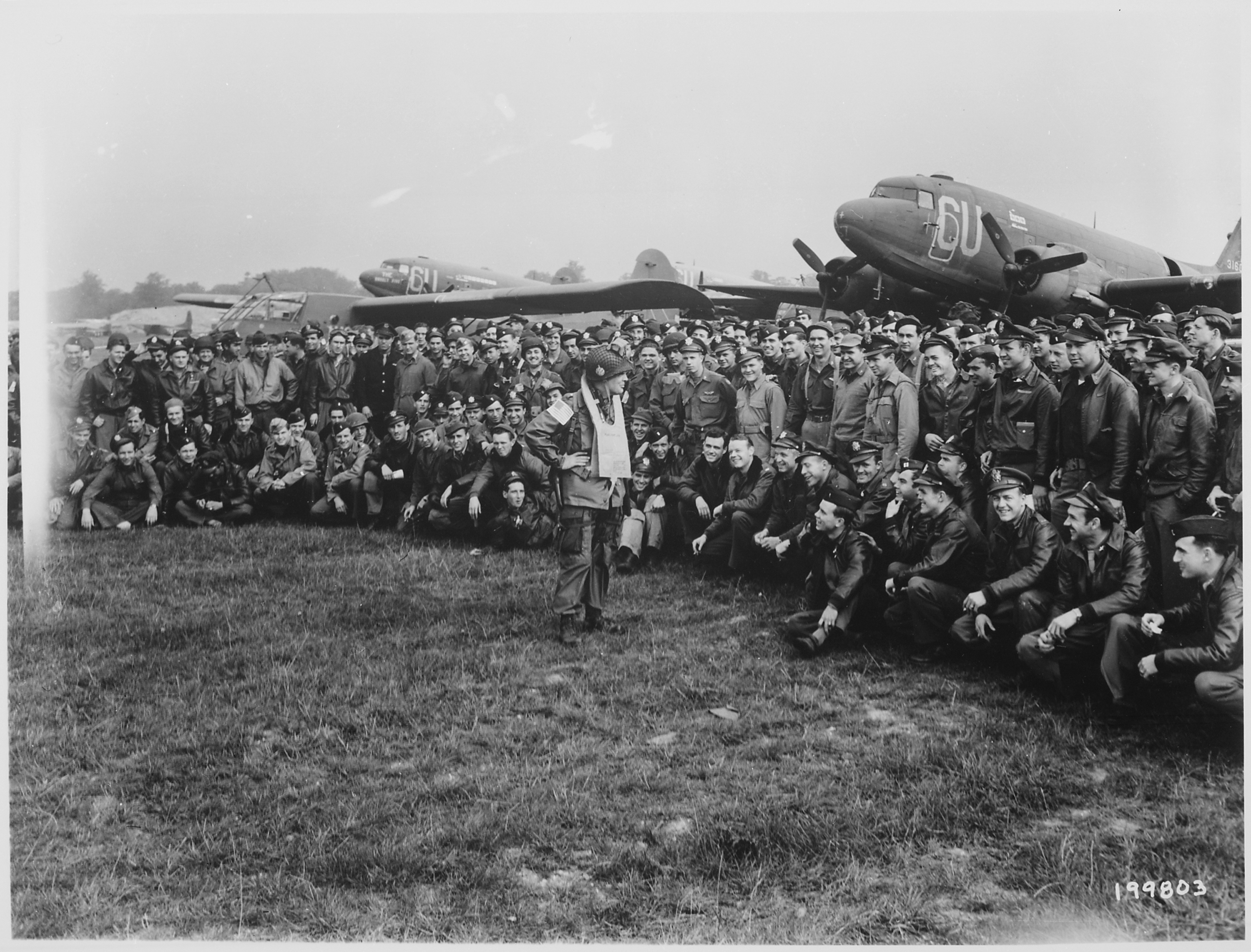
Brigadegeneral Anthony C. McAuliffe instruiert die 101. US-Luftlandedivision einen Tag vor D-Day. Im Hintergrund zwei C-47 Transportmaschinen und davor etwas verdeckt ein Lastensegler

Kurz nach Mitternacht landete die britische 6. Luftlandedivision an der östlichen Flanke des Landungsgebietes der Invasion nördlich von Caen und östlich der Orne. Eine Flotte von 606 viermotorigen Transportflugzeugen und 327 Lastenseglern wurde dafür aufgeboten. Die Präzision beim Erreichen der geplanten „Abwurfzonen“ („Drop Zones“, DZ) war beachtlich, Leigh-Mallory bezeichnete die Aktion als die größte navigatorische Leistung des bisherigen Krieges. Bis vier Uhr früh waren alle operationellen Ziele der Luftlandedivision, die unter anderem aus der Sicherung zweier Brücken bestand, erreicht.
An der westlichen Flanke des Landungsgebietes zeichnete sich eine völlig andere Situation ab. Die 338 Douglas DC-3/C-47 Transporter und die 229 Lastensegler, die die 82. US-Luftlandedivision zu ihrer „Jump Zone“ („Absprungzone“) im Zentrum der Halbinsel bringen sollten, gerieten über der Küste unter heftigen Beschuss durch Flak. 23 C-47 und zwei Lastensegler wurden abgeschossen, viele wurden durch Ausweichmanöver abgedrängt. Dazu kam starker Rückenwind, was dazu führte, dass die Fallschirmspringer und die Lastensegler zwischen fünf und 40 Kilometer entfernt von ihrer „Jump Zone“ landeten. Dennoch konnten sich kleinere Gruppen zusammenfinden und ihre taktischen Aufgaben erfüllen, da die Verwirrung unter den deutschen Verteidigern groß war. Am zweiten Tag nach der Invasion waren erst 2000 von den 6000 abgesetzten Truppen mit ihrer Einheit vereint.
Der 101. US-Luftlandedivision erging es nicht besser als der 82. US-Luftlandedivision. Auch diese stark versprengten Einheiten, die von 443 C-47 und 82 Lastenseglern ans Ziel gebracht wurden, konnten ihre Aufgabe erfüllen, die unter anderem darin bestand, die Kleinstadt Sainte-Mère-Église zu erobern.
Die drei Luftlandedivisionen erlitten in den ersten drei Tagen der Invasion Verluste von zusammen mehr als 3000 Mann.

### Unterstützung der Landungen und Einsatz schwerer Bomber
Zwischen drei und fünf Uhr morgens griffen über tausend britische Halifax-Bomber des Bomber Command 26 ausgewählte Küstenbatterien und andere befestigte Stellungen entlang der französischen Atlantikküste an. Von der 8th Air Force nahmen 2600 schwere Bomber an den weit verteilten Angriffen teil. Obwohl aus dem Blickfeld der Landungszonen davon wenig zu sehen war, konnten alle außer zwei der ausgewählten Küstenbatterien zerstört werden. Insgesamt gingen dabei 25 Maschinen beider strategischer Luftflotten verloren.

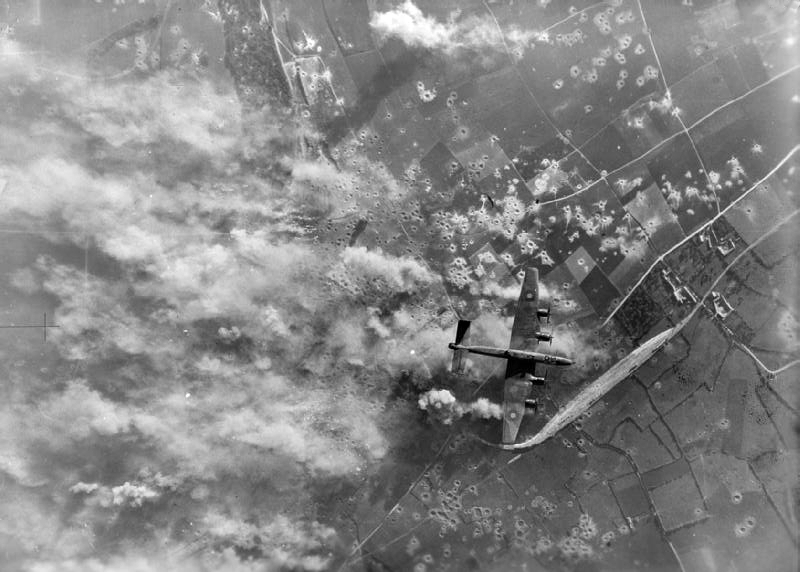
Britischer Luftangriff mit «Handley Page Halifax»-Bombern auf den V3-Bunker in Mimoyecques (Frankreich)

Eisenhower sagte bereits in seiner D-Day-Ansprache:
„Macht euch keine Sorgen wegen der Flugzeuge über euch. Es werden unsere eigenen sein.“
Der Einsatz strategischer Bomber zu taktischen Zwecken vor und während der Invasion wurde von den Befehlshabern der Bomberflotten teilweise mit Kritik kommentiert. Arthur Harris als Befehlshaber des britischen Bomber Command hielt eine Intensivierung des strategischen Luftkrieges gegen die Städte im Reichsgebiet für zielführend zur schnellen Beendigung des Krieges. Carl Spaatz als Oberbefehlshaber der amerikanischen strategischen Luftflotten war für eine Offensive gegen die Ölreserven des Deutschen Reiches („Oil Plan“) anstelle des Transportation Planes.
Im Verlauf der Invasion wurden jedoch auf Befehl Eisenhowers Flächenbombardements häufig zur Vorbereitung einer großen Offensive durchgeführt. Dieser Einsatz zeigte Erfolge, wenn auch viele alliierte Soldaten Opfer von ungenauen Bombenabwürfen wurden.

### Küstenpatrouillen
Während der ersten drei Tage der Invasion wurde der Luftraum über den Landungsstränden dicht gestaffelt überwacht. Von der Oberfläche bis 600 Meter Seehöhe war der Luftraum in eine westliche Angriffszone (Western Assault Area, WAA) und eine östliche Angriffszone (Eastern Assault Area, EAA) aufgeteilt. Jeweils drei Geschwader der Royal Air Force oder der Royal Canadian Air Force überwachten das Western Assault Area und das Eastern Assault Area. Die Einheiten wurden aus Verbänden der 2nd Tactical Air Force und der Air Defence of Great Britain zusammengestellt. Über 600 Meter Seehöhe wurde der Luftraum über der gesamten Angriffszone ohne Unterbrechung von jeweils drei Geschwadern der 9th Air Force überwacht.
Für den D-Day war befohlen worden, dass in der Nacht ständig zwei Flugzeugstaffeln im Luftraum patrouillieren sollten. Hierbei musste darauf geachtet werden, dass die alliierten Flugzeuge auch als solche erkannt werden konnten, da die Schiffsbesatzungen auf jedes unbekannte Flugzeug schossen.
Allein am 6. Juni wurden 2300 Einzeleinsätze von etwa 650 Jagdflugzeugen zum Schutz der Angriffszonen über der Normandie geflogen.
Alle anderen taktischen Einheiten waren mit Einsätzen zur Unterstützung der Landungstruppen direkt gegen die Küstenverteidigung und gegen Nachschublinien im Hinterland im Einsatz.

### Deutsche Reaktionen und erste Luftkämpfe
Aufgrund der Überraschung über den Ort der Invasion reagierten die Deutschen mit keinem großen Gegenangriff aus der Luft. Zur Zeit der Landung am Morgen des 6. Juni waren es genau zwei deutsche Flugzeuge, geflogen von Oberstleutnant Josef Priller und Feldwebel Heinz Wodarczyk, die die alliierten Landungstruppen angriffen (So auch 1962 dargestellt im Spielfilm "Der längste Tag"). Alle anderen Flugzeuge waren am 4. Juni ins Landesinnere verlegt worden, da man die bisherigen Flugplätze für zu bedroht ansah.
Der erste Luftkampf ereignete sich kurz vor Mittag südlich von Caen, der letzte im Luftraum über Évreux und Bernay gegen 21 Uhr.
Die Verluste der alliierten Luftstreitkräfte an diesem Tag beliefen sich auf 55 Jäger und 11 mittelschwere Bomber, außerdem 41 Truppentransporter und schwere Bomber. Von den 55 Jagdflugzeugen gingen 16 durch Luftkämpfe verloren, alle anderen durch Flak oder Unfälle.
Die Luftwaffe verlor am D-Day 18 Jäger und vier mittelschwere Bomber, außerdem 12 leichte Bomber des Musters Ju 87, welche sich auf einem Überstellungsflug befanden.

## Der Luftkrieg in der Folgezeit

### Der 7. Juni – Tag Eins nach dem D-Day

#### Organisierter Flugplatzbau

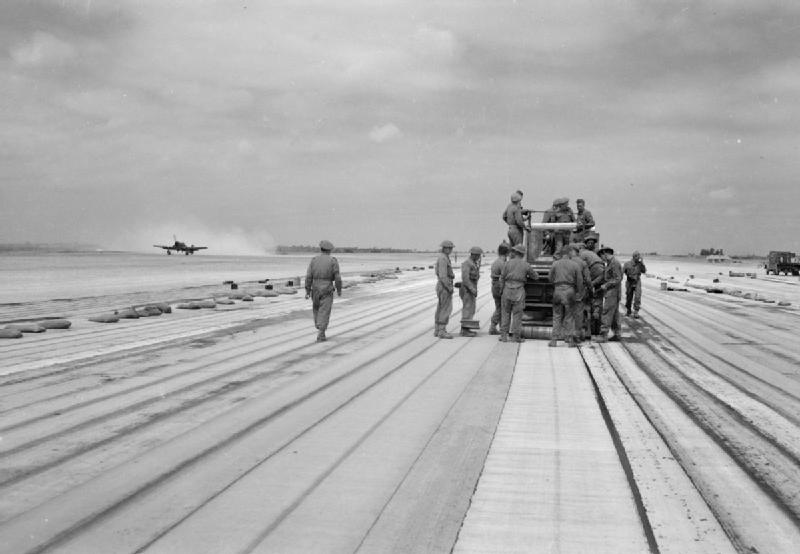
Anlage eines Feldflugplatzes

Bereits am zweiten Tag der Invasion brachten die Alliierten spezielle Einheiten in die Normandie, die mit der Errichtung und Verteidigung von Feldflugplätzen (englisch: Advanced Landing Grounds, ALGs) beauftragt waren. Auf britischer Seite waren das so genannte Service Command Units (SCUs, sinngemäß übersetzt: „Betriebs-Kommandoeinheit“). Diese Spezialeinheiten waren bereits ab 1942 in Nordafrika im Einsatz.

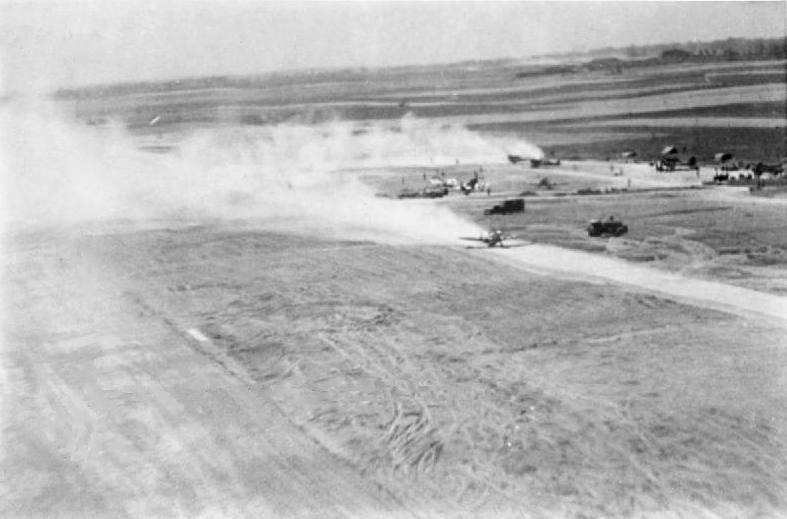
Eine Spitfire IX landet auf dem ALG B.3 (St. Croix-sur-Mer) am 12. Juni 1944

Sie brachten Lastwagen – beladen mit Zelten, Treibstoff, Munition und Flugabwehrgeschützen – zu vorbestimmten Geländeabschnitten, die zur Errichtung von vorgeschobenen Feldflugplätzen bestimmt waren. Zusammen mit den Service Command Units kamen Airfield Construction Groups (ACGs, sinngemäß übersetzt: „Flugplatz-Errichtungstrupps“), die etwa 800 Mann stark waren und schwere Ausrüstung wie Bulldozer, Walzen und große Rollen aus Gitterstahl mitführten. Sie konnten in kurzer Zeit ein Flugfeld mit den erforderlichen Elektroinstallationen, Mannschaftsräumen und Kommunikationseinrichtungen errichten, während Service Command Units das Gelände sicherten. Sobald die fliegende Einheit mit ihrer Infrastruktur das Flugfeld übernommen hatte, zogen die Service Command Units weiter und bereiteten die Errichtung des nächsten voll ausgerüsteten Flugplatzes (= Advanced Landing Ground) vor.
Am 7. Juni kamen zwei Airfield Construction Groups und vier Service Command Units mit den Landungstruppen an; die ersten Notlandebahnen waren noch am selben Tag betriebsbereit. Bis zum 10. Juni waren vier Advanced Landing Grounds fertiggestellt, innerhalb eines Monats waren es 25.
Die United States Army Air Forces brachte Engineer Aviation Bataillone als Kombination der schon genannten Service Command Units und Airfield Construction Groups ab 9. Juni in die Normandie. Die Bezeichnung erfolgte durchlaufend mit „B“ für die britischen und „A“ für die amerikanischen Flugplätze, also B.1, B.2, bzw. A.1, A.2 usw.
Die Möglichkeiten des taktischen Luftkrieges verbesserten sich für die Alliierten enorm durch den kurzen Anflug der Jagdbomber von den Advanced Landing Grounds. Der Druck und die Geschwindigkeit des alliierten Vorrückens wurden dadurch deutlich erhöht.

#### Schwerste Luftkämpfe der Normandie-Kampagne
Am Tag nach der Invasion wurden alle verfügbaren Jagdgeschwader aus dem Deutschen Reich an die Invasionsfront gebracht. Zudem verlegte man Jagdbomberstaffeln an die Küste, um die alliierte Landungsflotte bzw. den Nachschubweg selbiger zu bekämpfen. Während die Anzahl der Einzeleinsätze bei den alliierten Luftstreitkräften in etwa das Ausmaß des Invasionstages erreichte, verdoppelten sich die Einsätze der Luftwaffe. Die alliierten Verluste an diesem Tag waren mit 89 Jägern und Jagdbombern die schwersten der gesamten Normandie-Kampagne. Davon wurden 16 bei Luftkämpfen verloren, die Mehrzahl aber durch Flak oder Unfälle. Die Luftwaffe verlor 71 Flugzeuge, davon 13 mittlere Bomber des Musters Ju 88. Mit dem Verlust von 160 Flugzeugen auf beiden Seiten an einem Tag rangiert der 7. Juni 1944 an vierter Stelle der verlustreichsten Luftschlachten der Geschichte nach dem 7. Juli 1943 (ca. 350 Flugzeuge verloren, Unternehmen Zitadelle), dem 18. August 1940 (236 Flugzeuge verloren, davon 60 am Boden zerstört, Luftschlacht um England) und dem 19. August 1942 (165 Flugzeuge verloren, Operation Jubilee).

### 10. Juni – der RAF gelingt die Bombardierung eines deutschen Stabes
„Am 10. Juni war der Gefechtsstand der Panzergruppe West in einem Obstgarten bei La Caine aufgeschlagen worden, 12 Meilen südlich von Caen. Hier setzte General der Panzertruppen Freiherr Geyr von Schweppenburg [...] in seinen Plan für die große Offensive, die die Invasionsfront in zwei Teile spalten sollte, die letzten Farbtupfen. Geyr hatte in Rußland ein Panzer-Korps erfolgreich geführt, niemals aber mit einem Gegner zu tun gehabt, der die Luft beherrscht und er machte sich nicht die Mühe, sein Hauptquartier zu tarnen. Vier große Funkwagen und mehrere Bürowagen und Zelte standen im Freien.“

Tags zuvor war das Quartier nachrichtendienstlich ausgemacht worden und wurde danach von der Luftaufklärung bestätigt. Am Spätnachmittag bombardierten 40 Typhoons und 61 Bomber vom Typ B-25 Mitchell
„das Hauptquartier mit solcher Zielsicherheit, daß außer dem überraschten und wuttobenden Oberbefehlshaber wenig übrig blieb. Nach einem Augenzeugenbericht wurden ‚alle Stabsoffiziere getötet oder verwundet und die Funkwagen und die meisten anderen Fahrzeuge zerstört.‘ Erst nach 12 Stunden erfuhr die 7. Armee von dieser Katastrophe.“
Geyrs Stabschef, General von Dawans, und 17 andere Stabsoffiziere wurden in einem Bombenkrater bestattet. Wilmot bemerkt dazu: „Die Deutschen errichteten darüber ein riesiges Kreuz aus poliertem Eichenholz mit Adler und Hakenkreuz – ein angemessen eindrucksvolles Denkmal, denn dies war das Grab der Hoffnungen Rommels, einen starken Gegenangriff führen zu können, ehe es zu spät war. Der verwundete Geyr und sein zerschlagenes Hauptquartier wurden nach Paris zurück gebracht, und Oberkommandierender im Abschnitt Caen wurde wieder Dietrich. [Kommandeur des I. SS-Panzerkorps] Er legte Geyrs Angriffspläne sofort beiseite.“

### Erste deutsche Düsenjäger kommen zu spät

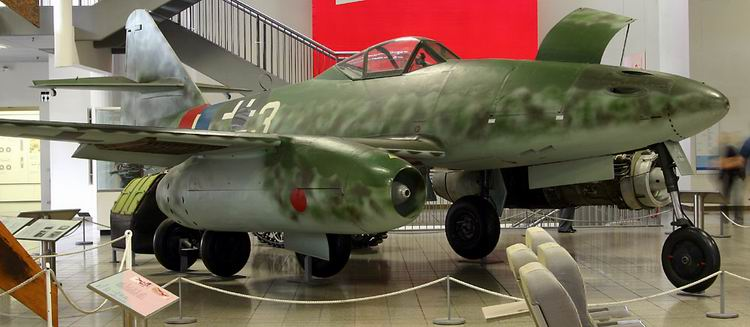
Me 262

Zum Zeitpunkt der Invasion war laut Führerbefehl jegliche Diskussion darüber verboten, ob die Düsenflugzeuge als Jäger oder als Bomber einzusetzen wären. Bei einer Vorführung der Me 262 im Dezember 1943 in Insterburg soll Hitler zu den Anwesenden Göring und Adolf Galland gesagt haben: „In diesem Flugzeug, das Sie mir hier als Jagdflugzeug präsentieren, erblicke ich den Blitzbomber, mit dem ich die Invasion in der ersten und schwächsten Phase abschlagen werde.“.
Hitler versäumte aber, diesen Entschluss, und vor allem die Umrüstung des als Jäger konzipierten Flugzeuges zum Bomber, per Führerbefehl zu erlassen. So stellte Hitler im April 1944 fest, dass bis dahin der Entwurf nicht geändert wurde, keine Vorrichtungen zum Tragen von Bomben angebracht wurden und sich die laufende Arbeit ausschließlich auf die Jägerversion bezog. Ab diesem Zeitpunkt stellte Hitler das Projekt unter seine persönliche Aufsicht. Zum Zeitpunkt der Invasion waren dadurch weder die Bomber- noch die Jägerversion einsatzbereit.
Erst am 30. August erreichte der Chef des Generalstabes der Luftwaffe, General Kreipe, die Verwendung jeder zwanzigsten Me 262 für Erprobungszwecke im Jagdsektor. Im Kampf um die Normandie konnten diese Flugzeuge daher nicht eingesetzt werden.

### Einsatz von deutschen «Mistelgespannen»
Mitte Juni 1944 verlegten die Deutschen mehrere ihrer sogenannten Mistelgespanne in die Normandie. Diese Mistelgespanne bestanden aus einer unbemannten Junkers Ju 88, die anstelle einer Kanzel eine 2800 Kilogramm schwere Hohlladung mit Distanzzünder trug und über einen Strebebock mit einer Messerschmitt Bf 109 verbunden war. Aus dieser Messerschmitt-Maschine lenkte der Pilot die Junkers, koppelte dann seine Maschine ab und flog zurück. Der erste solcher Mistelgespann-Verbände, das Kampfgeschwader 101, kam in der Nacht vom 24. auf den 25. Juni zum Einsatz. Mit vier Flugzeugen flog der Kommodore der Einheit, Hauptmann Horst Rudat, in das Invasionsgebiet und lenkte mit den anderen Piloten seiner Einheit die mit Sprengstoff geladenen Maschinen auf alliierte Schiffe. Die HMS Nith, eine britische Fregatte der River-Klasse, wurde durch die Explosion einer in unmittelbarer Nähe auf dem Wasser auftreffenden Ju 88 erheblich beschädigt. Neun der Besatzungsmitglieder starben, während 26 weitere verwundet wurden. Die HMS Nith wurde nach der Beschädigung zurück nach England gebracht, um dort repariert zu werden.

### Einsatz der alliierten Luftstreitkräfte bei der Schlacht um Caen

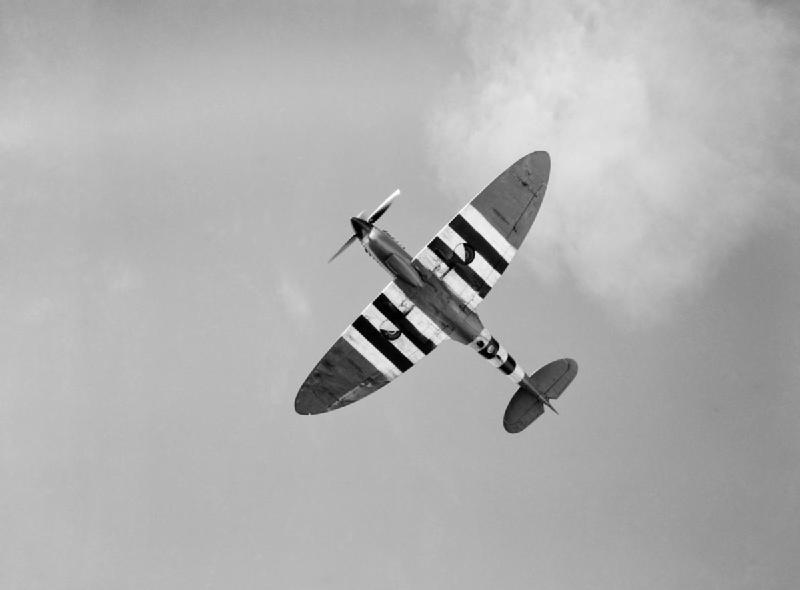
Ein Spitfire-Fotoaufklärer mit „Invasionsstreifen“ zur sicheren Unterscheidung von Flugzeugen der Deutschen, Juli 1944

Die kanadische 1. und britische 2. Armee, mit etwa 115.000 Mann, saßen bei von deutschen Verbänden gehaltenen Dörfern nördlich von Caen fest, weshalb die Alliierten zunächst planten, am 7. Juli einen Bomberangriff auf die Dörfer zu fliegen, dies aber dann doch aufgrund der gefährlichen Nähe zu den eigenen Bodentruppen unterließen. Daraufhin wurde das zu bombardierende Gebiet weiter in Richtung Caen verschoben. 467 Flugzeuge der Alliierten flogen am Abend des 7. Juli bei klarem Wetter zum Zielgebiet und warfen etwa 2276 Bomben ab. Das Bombardement schadete den deutschen Verbänden wenig, umso mehr jedoch den nördlich der Stadt gelegenen Vororten, die größtenteils zerstört wurden, sowie den französischen Zivilisten, von denen etwa 3000 starben. Nachdem es den Deutschen gelang, mit einer Flak ein alliiertes Flugzeug abzuschießen, stürzten später drei weitere über alliiertem Luftraum ab. Zusätzlich zum Bombardement schoss die Schiffsartillerie von den Stränden aus auf die Stadt.
Alexander McKee sagte zu dem Bombardement am 7. Juli folgendes:
„Die 2500 Tonnen Bomben unterschieden in keiner Weise zwischen Freund und Feind. Sollten die britischen Befehlshaber geglaubt haben, dass sie die Deutschen einzuschüchtern vermochten, indem sie die Franzosen umbrachten, so hatten sie sich schwer getäuscht.“

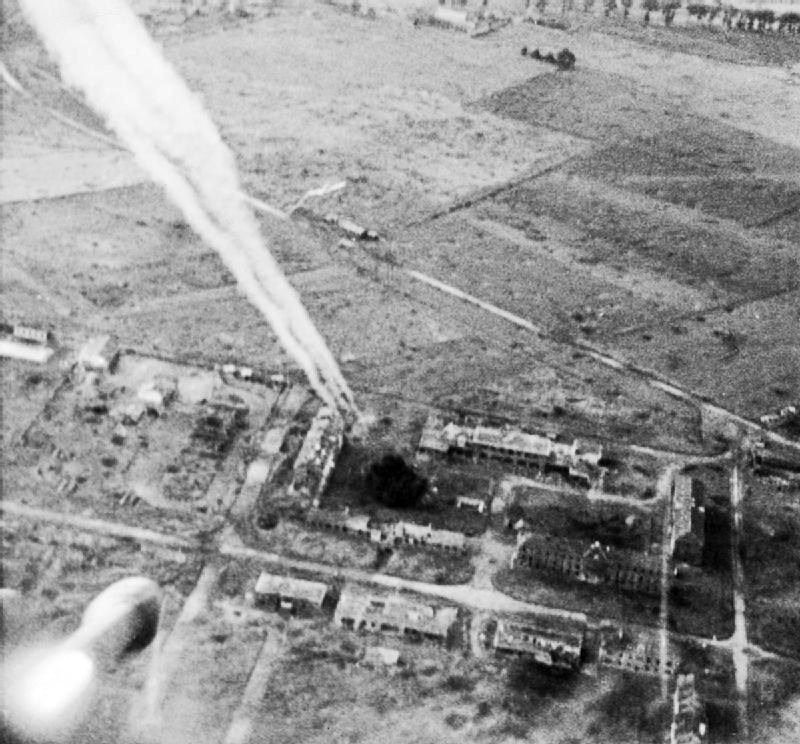
Eine Luft-Boden-Rakete wird von einer Typhoon der 181. Squadron der Royal Air Force über dem Flugfeld Carpiquet abgefeuert

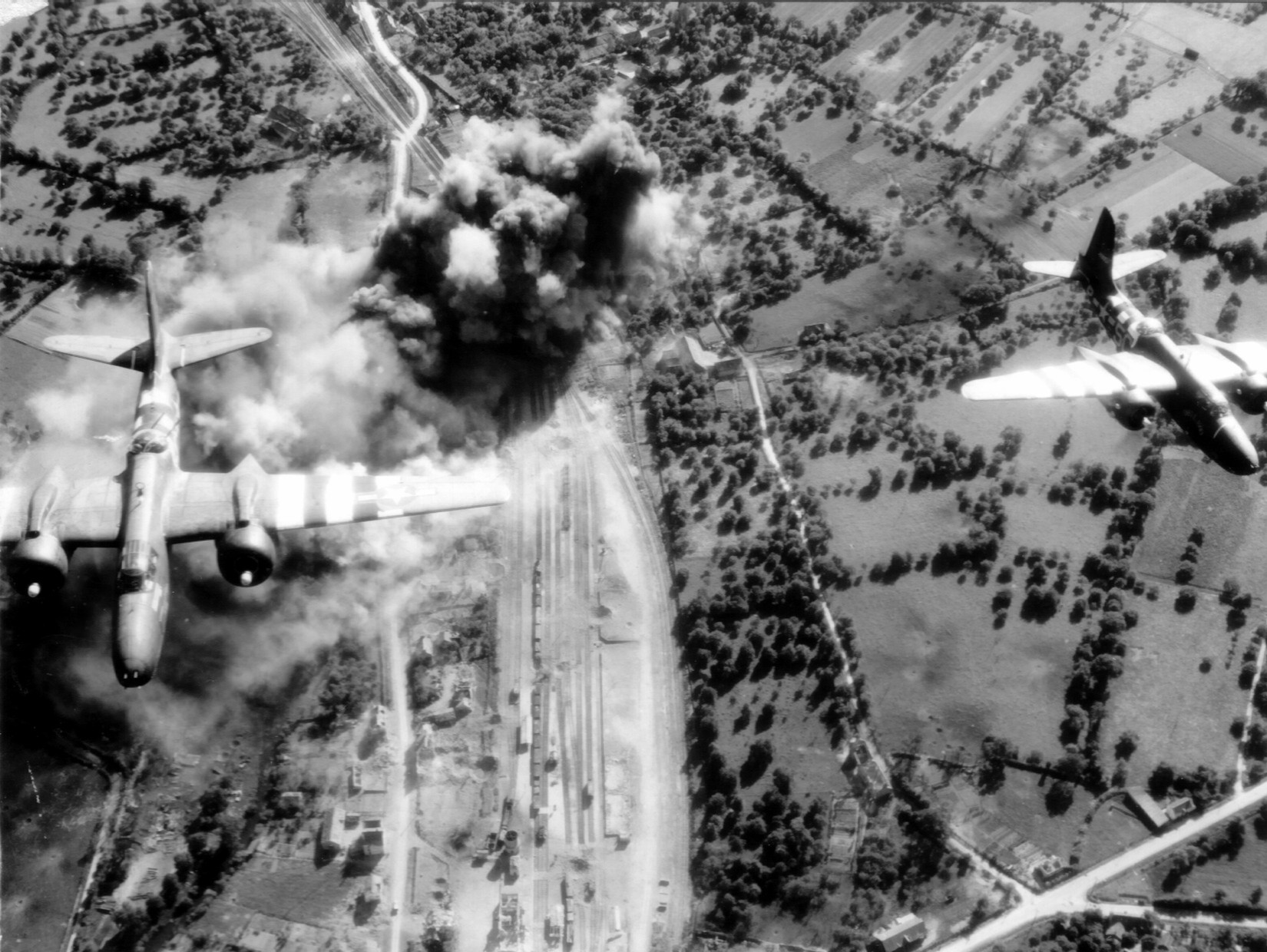
Amerikanische Bomber beim Bombardieren des Schienennetzes bei Domfront, um die Nachschubwege der Deutschen auszuschalten (Juni 1944)

Als am 8. Juli britische und kanadische Verbände zur Eroberung Caens ansetzten (Schlacht um Caen), wurden als Vorbereitung wieder strategische Bomber eingesetzt. Wie schon am D-Day und vor der Operation Epsom legten 800 Halifax-Bomber des Bomber Command einen Bombenteppich hinter der Hauptkampflinie, der so genannten „Bomb Line“. In 40 Minuten warfen sie 3000 Tonnen Sprengbomben ab. Anschließend wurden Jagdbomber der 2nd TAF zur Unterstützung der Bodeneinheiten und zur Abschirmung des Luftraumes gegen die Luftwaffe eingesetzt. Bis zum 11. Juli konnten die Stadtteile nordwestlich der Orne bis zum Orneufer eingenommen werden. Die deutschen Stellungen am südöstlichen Ufer waren zu diesem Zeitpunkt unerreichbar, da alle Brücken der Stadt zerstört waren.
Der Plan der Operation Overlord erforderte die unverzügliche Eroberung des Geländes zwischen Caen und Falaise, nicht zuletzt, weil sich dieses flache weitläufige Gelände am besten für die Errichtung neuer Feldflugplätze eignete. Am 18. Juli 1944 wurde deshalb ein 942 Flugzeuge umfassender Verband der Alliierten, bestehend aus Bombern und Jägern, damit beauftragt, fünf Dörfer im Bereich östlich von Caen anzugreifen, um der britischen 2. Armee die Operation Goodwood zu erleichtern. Die Angriffe fanden bei Dämmerung am Morgen des Tages und bei guten Wetterverhältnissen statt. Vier der Ziele waren durch Pfadfinderflugzeuge zufriedenstellend markiert, bei dem fünften Ziel mussten die Bombermannschaften auf anderem Weg das Ziel finden. Unterstützt von amerikanischen Bombern und Jägern warfen die britischen Flugzeuge ca. 6800 Tonnen Bomben über den Dörfern und dem umliegenden Gebiet ab. Zwei deutsche Einheiten, die 16. Feld-Division (L) und die 21. Panzer-Division, traf das Bombardement im Vergleich zu den restlichen deutschen Einheiten sehr hart. Insgesamt wurden sechs alliierte Flugzeuge von deutschen Flugabwehrgeschützen sowie anderen Bodentruppen, abgeschossen.
Ein walisischer Soldat sagte zu den Bombergeschwadern:
„Der gesamte nördliche Himmel war, so weit das Auge sehen konnte, von ihnen [den Bombern] gefüllt – Welle über Welle, eine über der anderen, die sich nach Osten und Westen ausdehnten, so dass man dachte, es ginge nicht mehr weiter. Jeder hatte jetzt sein Fahrzeug verlassen und starrte verwundert [in den Himmel], bis die letzte Welle von Bombern ihre Bomben abgeworfen hatte und den Rückflug antrat. Danach begannen die Geschütze, mit einem immer lauter werdenden Geschützfeuer das Werk der Bomber zu vollenden.“
Danach überschritten britische und kanadische Verbände die Orne über Brücken nordöstlich von Caen, die schon am D-Day erobert wurden. Die 600 Panzer der Alliierten trafen auf heftigen Widerstand durch die deutsche Wehrmacht, am ersten Tag der Operation gingen bereits 200 britische Panzer verloren. Als sich am 20. Juli das Wetter verschlechterte, kam die Operation Goodwood zum Stillstand.

### „Friendly Fire“ bei der Operation Cobra
Durch die Öffnung des Hafens von Cherbourg kam es im Gebiet westlich von Caen zu einer starken Konzentration von amerikanischen Truppen. Diese sollten am 23. Juli bei Saint-Lô einen Großangriff in Richtung Süden starten, der die Operation Cobra einleiten sollte. Dieser Angriff musste wegen des Unwetters, das bereits die Operation Goodwood zum Stillstand gebracht hatte, auf den 24. Juli verschoben werden. An diesem Tag sollten Bomber der 8. US-Luftflotte den Angriff vorbereiten und Ziele bei Saint-Lô angreifen, der Großteil der Bomber wurde aber wegen unpassenden Wetters wieder zurückgerufen. 350 Bomber warfen dennoch ihre Bomben unter schwierigen meteorologischen Bedingungen ab. Dabei kam es zu Fehlwürfen auf der alliierten Seite der „Bomb Line“. Der alliierte Feldflugplatz A.5 (Chipelle) wurde getroffen und Teile der 30. US-Infanteriedivision.
Der Angriff der Bodeneinheiten verzögerte sich deshalb um einen weiteren Tag, auf den 25. Juli um 11 Uhr. Diesmal sollten mittlere Bomber der 9th Air Force den Angriff unterstützen, wieder kam es zu Fehlwürfen in die eigenen Verbände. Innerhalb von zwei Tagen der Operation Cobra hatte die 30. US-Infanteriedivision 700 Opfer durch eigene Bomben („Friendly Fire“) zu beklagen. Dennoch wurde die Operation Cobra zu einem großen Erfolg und führte zur Bildung des Kessels von Falaise.

### Die deutsche Luftaufklärung und die Düsenmaschine Arado Ar 234
Am Morgen des 2. August 1944 startete von Juvincourt bei Paris aus der deutsche Leutnant Erich Sommer mit einem Prototyp des düsengetriebenen Bombers und Aufklärers Arado Ar 234. Er flog in einer Höhe von 9.200 bis 10.000 Metern (hier variieren die Quellen) mit einer Geschwindigkeit von etwa 740 Kilometer pro Stunde und sammelte während seines 90 Minuten dauernden Fluges mehr Informationen und Fotos über den alliierten Landekopf als die konventionellen Aufklärer der deutschen Luftwaffe in den vorangegangenen acht Wochen, wobei er den Landekopf von einem bis zum anderen Ende überflog. In der Folgezeit flogen Besatzungen der Arado-Maschinen regelmäßig Aufklärungsflüge, was jedoch keinen weiteren Einfluss auf den Kriegsverlauf mehr hatte, da die Alliierten schon eine feste Basis in Frankreich aufgebaut hatten.

### Alliierte Abwehr des deutschen Gegenangriffs am 7. August

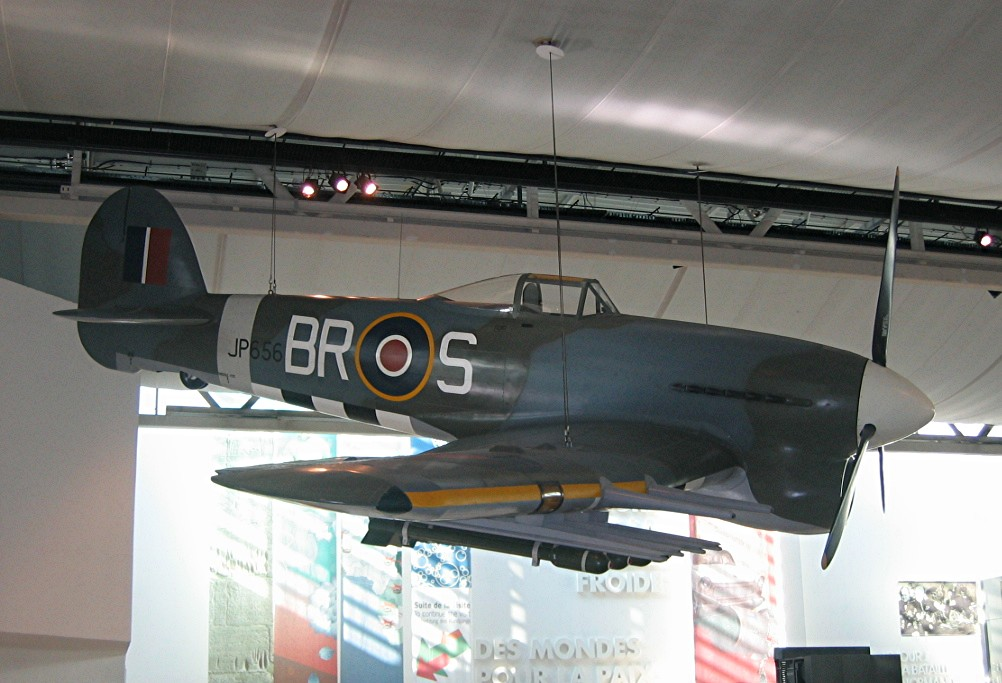
Hawker Typhoon mit Raketenbewaffnung, aufgehängt im sog. Memorial de la Paix in Caen

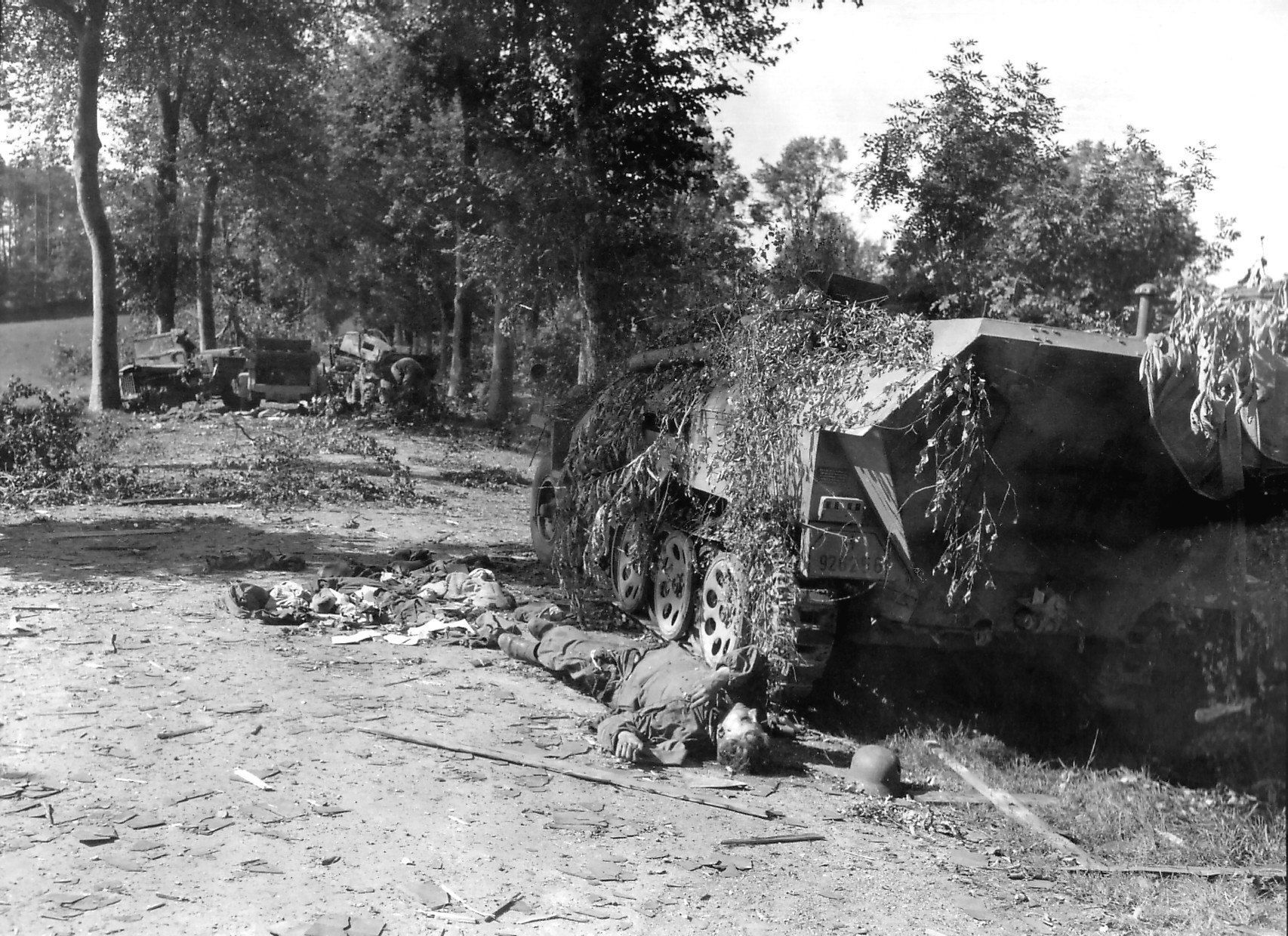
Zerstörter deutscher Schützenpanzerwagen und Tote durch Luftangriffe britischer Hawker Typhoons

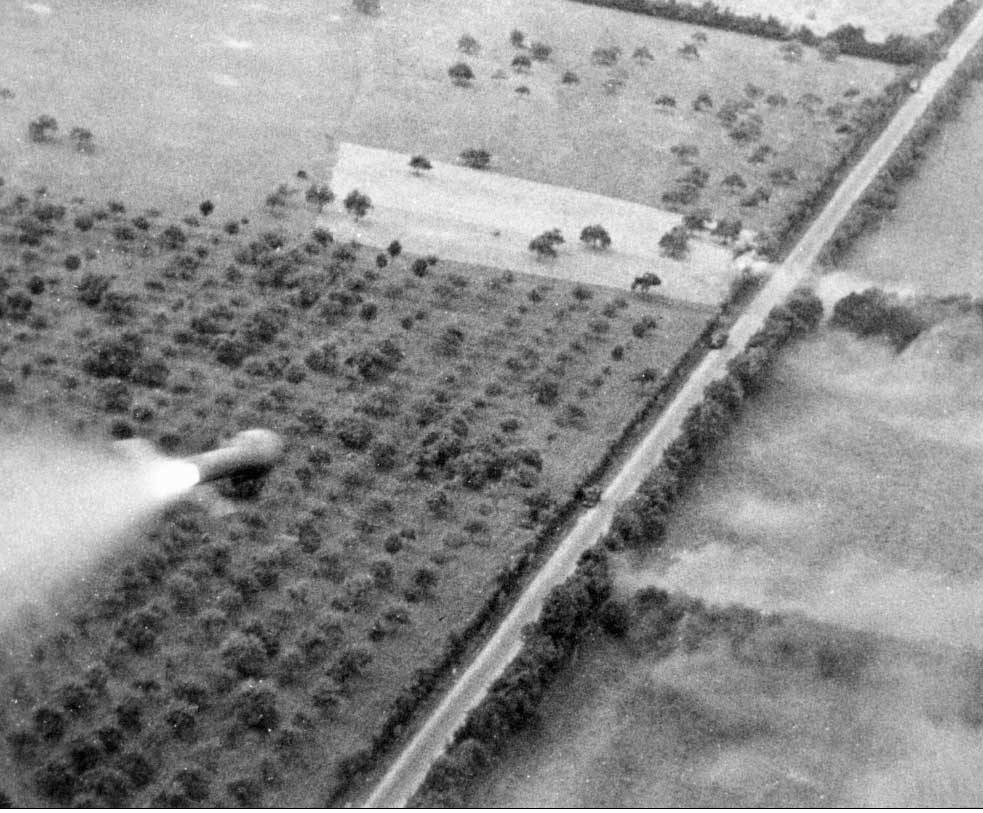
Auf einen deutschen motorisierten Truppenverband, der versucht, aus dem Kessel von Falaise zu fliehen, wird durch eine Hawker Typhoon der 181. Squadron der RAF eine Rakete abgefeuert

Das schnelle Vorrücken der amerikanischen und britischen Verbände von Saint-Lô nach Avranches eröffnete für die Verteidiger die Möglichkeit eines Gegenangriffs. Teile der 15. deutschen Armee, die bis dahin am Pas-de-Calais zurückgehalten worden waren, und Teile der 7. deutschen Armee starteten in der Nacht vom 6. bis zum 7. August einen Großangriff von Mortain aus in Richtung Westen, um die Flanke der Alliierten einzudrücken und in weiterer Folge große alliierte Verbände einzukesseln. Für diesen Angriff, der als Unternehmen Lüttich bezeichnet wurde, sollten 300 Jagdflugzeuge von deutschen Feldflugplätzen um Paris den alliierten Luftangriffen entgegenwirken.
Der Großangriff wurde von der alliierten Führung bereits früh erkannt und die Panzereinheiten bei Avranches durch zwei zusätzliche amerikanische Divisionen verstärkt. Die Führung der alliierten Luftstreitkräfte legte fest, dass die Typhoon-Jagdbomber der 2nd Tactical Air Force sich ausschließlich gegen die vorrückenden deutschen Panzer richten sollten, während die Jagdflugzeuge der 2nd Tactical Air Force, der 9th Air Force und der 8th Air Force einen Abwehrkorridor gegen deutsche Jagdflugzeuge errichteten.
Bis zum 7. August kam der deutsche Gegenangriff gut voran, Bodennebel begünstigte den Angriff und verhinderte den Einsatz der Typhoons. Die 30. US-Infanteriedivision wurde bei Mortain auf einer Anhöhe von den deutschen Panzerverbänden eingekesselt. Doch zu Mittag des 7. August lichtete sich der Nebel, und hervorragendes Flugwetter setzte ein. Nun trafen die Jagdbomber der 2nd Tactical Air Force erstmals in diesem Konflikt auf eine Konzentration von über 250 Panzern und gepanzerten Fahrzeugen. Die deutschen Jagdflugzeuge konnten nach heftigen und verlustreichen Kämpfen letztendlich vom Schlachtfeld abgedrängt werden. So konnten die Typhoons ungehindert die deutschen Panzereinheiten mit Raketen und Bordwaffen angreifen. Dabei zerstörten sie etwa zwei Drittel der Panzer. Damit war das Unternehmen Lüttich gescheitert.
Bei der Untersuchung der Wracks auf dem Schlachtfeld durch die Royal Air Force zeigte sich später, dass mehr Fahrzeuge von den Besatzungen vorzeitig evakuiert als zerstört wurden. Von den Fahrzeugen, die zerstört wurden, gingen mehr Fahrzeuge auf das Konto von Panzerabwehrkanonen als von Luft-Bodenraketen. Daraus schloss man auf die demoralisierende Wirkung von anfliegenden Typhoons, ähnlich der Wirkung, die man von den deutschen Sturzkampfflugzeug Junkers Ju 87 kannte.
Zur besonderen Wertschätzung der Leistung der Typhoon-Piloten wurde in Noyers-Bocage eine Typhoon-Gedenkstätte errichtet, welche, in schwarzem Marmor gemeißelt, die Namen der 151 von Mai bis August 1944 gefallenen Typhoon-Piloten zeigt.

### Einsatz deutscher Vergeltungswaffen

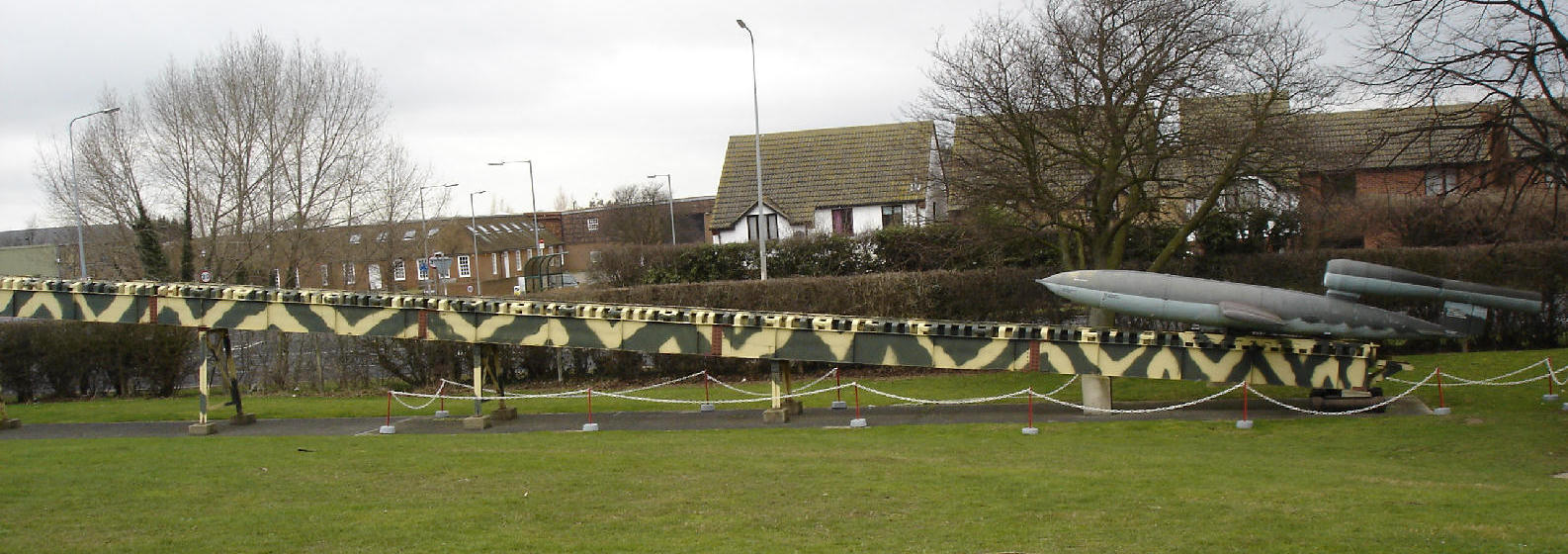
V1 auf Startrampe im englischen Duxford Museum.

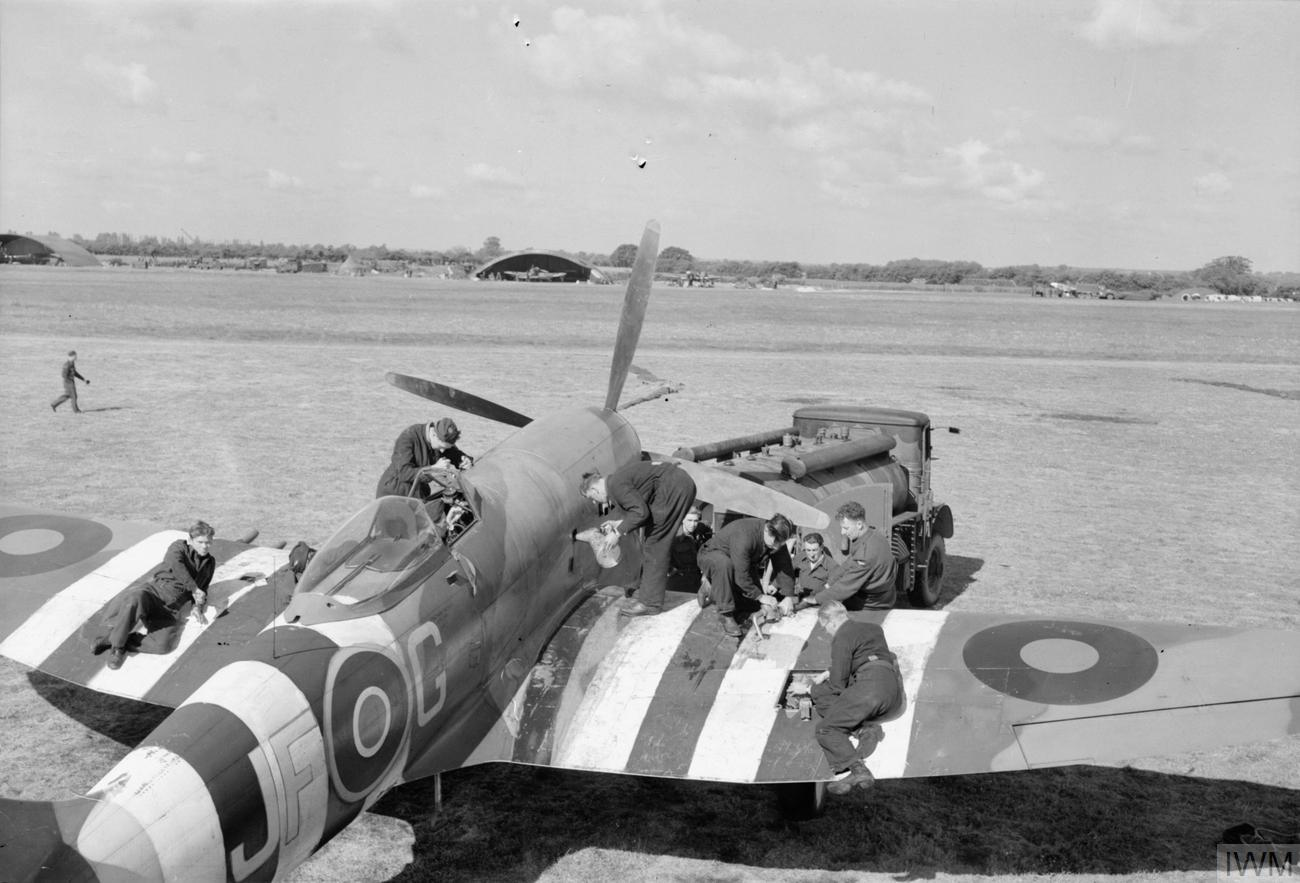
Eine Hawker Tempest der 2nd Tactical Air Force wird in England u. a. für die Abwehr der V1 vorbereitet, 12. Juni 1944

Die in Peenemünde-West bei der Erprobungsstelle der Luftwaffe entwickelte flugzeugähnliche V1 wurde in der Nacht vom 12. auf den 13. Juni 1944 erstmals von Abschussanlagen an der Kanalküste gegen London eingesetzt. Bis zur Eroberung der Abschussanlagen („Schleudern“) am 6. September 1944 wurden ca. 8.000 V1 abgefeuert, von denen 29 % zum Ziel gelangten. Zur Abwehr wurden vor allem die schnellen Hawker Tempest eingesetzt. Durch den Einsatz der V1 gegen London starben 6.184 Zivilisten, weitere 17.981 wurden schwer verletzt.
Für die mit Überschallgeschwindigkeit fliegende V2 war eine Hauptabschussrampe in Saint-Omer geplant, diese konnte aber wegen andauernder Luftangriffe und der Eroberung durch Invasionstruppen nicht in Betrieb genommen werden. Am 8. September 1944 kam es zum ersten Einsatz einer V2 von einer mobilen Abschussrampe aus, zuletzt wurde die Rakete von holländischen Inseln aus gestartet. Bis zum letzten Abschuss am 27. März 1945 wurden 2.724 Personen durch V2 Raketen getötet und 6.467 schwer verletzt. Die Erwartung Hitlers, diese Waffe würde die britische Bevölkerung zermürben, wurde nicht erfüllt. Der Wille, Deutschland zu besiegen, wurde jedoch gestärkt.

### 26./27. August – Deutscher Luftangriff auf Paris
Nach der Befreiung von Paris am 25. August 1944 warfen in der Nacht des 26. auf den 27. August 50 deutsche Kampfflieger der in Reims stationierten Luftflotte 3 (Generaloberst Deßloch) Bomben über der französischen Hauptstadt ab. Knapp 600 Häuser gingen in Flammen auf. Durch den Bombenangriff kamen 213 Menschen ums Leben, während 914 weitere verwundet wurden.

## Folgen
Vom 6. bis zum 30. Juni 1944 verloren die Alliierten Luftstreitkräfte 1284 Flugzeuge, hauptsächlich durch Flak. Insgesamt wurden in dieser Zeit 158.000 Einzeleinsätze geflogen.
Bis zur Auflösung des Kessels von Falaise Ende August 1944 stiegen die alliierten Verluste auf 4.099 Flugzeuge und 16.674 Flugzeugsoldaten. Unter den verloren gegangenen Flugzeugen gehörten 1.639 zur Klasse der Jagdflugzeuge, Jagdbomber oder mittleren Bomber.
Dem gegenüber verlor die deutsche Luftwaffe allein 1522 Jagdflugzeuge. Die Verlustrate bei den Jagdflugzeugen im direkten Luftkampf war 3:1 zugunsten der Alliierten, zwei von drei abgeschossenen alliierten Jagdflugzeugen und Jagdbombern waren Opfer der deutschen und im geringen Maße auch der alliierten Flugabwehrgeschütze. Die Verlustrate der Jagdflugzeuge erklärt sich dadurch, dass die deutschen Jäger hauptsächlich die alliierten Bomberverbände attackierten und dabei von den Eskorten ihrerseits angegriffen wurden. Die Verlustrate pro Einsatz war bei der Deutschen Luftwaffe sechsmal höher als bei den Alliierten.
Während die Alliierten ihre materiellen Verluste über intakte Nachschubwege ersetzen konnten, blieb der Verlust für die deutsche Luftwaffe größtenteils unersetzt.